# Giáo phận vương quyền Brandenburg
Giáo phận vương quyền Brandenburg (tiếng Đức: Hochstift Brandenburg; tiếng Anh: Prince-Bishopric of Brandenburg) là một công quốc giáo hội trong Đế chế La Mã Thần thánh từ thế kỷ XII cho đến khi nó bị thế tục hóa vào nửa sau thế kỷ XVI. Không nên nhầm lẫn Giáo phận vương quyền Brandenburg với Giáo phận Brandenburg (tiếng Latinh: Dioecesis Brandenburgensis) được thành lập bởi Otto I của Thánh chế La Mã vào năm 948, trên lãnh thổ của Marca Geronis (Hầu quốc Đông Sachsen) ở phía Đông sông Elbe. Trong Giáo phận Brandenburg, các Giám mục vương quyền chỉ thực hiện nhiệm vụ đại diện tinh thần của một Giám mục, và là một giáo khu của Tổng giáo phận Magdeburg, nơi đặt trụ sở cai trị của nó là Brandenburg an der Havel.
Giáo phận vương quyền Brandenburg là một Địa vị Hoàng gia của Đế chế La Mã Thần thánh trong một thời gian, có thể bắt đầu từ khoảng năm 1161/1165. Tuy nhiên, các giám mục Brandenburg chưa bao giờ giành được quyền kiểm soát một vùng lãnh thổ quan trọng nào và bị lu mờ bởi Phiên bá quốc Brandenburg, với thủ đô ban đầu cũng được đặt tại Brandenburg an der Havel (từ năm 1157-1417, sau đó được dời về Berlin).